# Розенберг, Пити
Александер «Пити» Розенберг (англ. Alexander "Petey" Rosenberg; 17 апреля 1918, Филадельфия, Пенсильвания — 29 июня 1997, Филадельфия, Пенсильвания) — американский профессиональный баскетболист, который выступал в Американской баскетбольной лиге и Баскетбольной ассоциации Америки, за команды «Филадельфия СФХАс», «Нью-Йорк Джуэлс», «Филадельфия Уорриорз» и «Поттсвилл Пэкерс». Играл на позиции атакующего защитника. В составе «СФХАс» Пити четыре раза выигрывал чемпионат АБЛ (1940—1941, 1943, 1945), а в 1947 году в составе «Уорриорз» становился чемпионом БАА.

## Профессиональная карьера
Учился в университете Сент-Джозефс. В 1938 году заключил контракт на 4 года с командой из АБЛ, «Филадельфия СФХАс». Меньше года, в 1942 году, провёл в клубе «Нью-Йорк Джуэлс». Потом снова провёл 4 года (1942—1946) в «СФХАс». В 1946 году заключил контракт с командой «Филадельфия Уорриорз», которая выступала в Баскетбольной ассоциации Америки (БАА). В следующем году перешёл в команду «Поттсвилл Пэкерс», которая тоже выступала в Американской баскетбольной лиге (АБЛ), в которой закончил свою профессиональную карьеру. Всего за карьеру в Баскетбольной ассоциации Америки сыграл 51 игру, в которых набрал 150 очков (в среднем 2,9 за игру) и сделал 27 передач.